# 好きさ 〜Ticket To LOVE〜
「好きさ 〜Ticket To Love〜」（すきさ チケット・トゥ・ラブ）は、TOKIOの6作目のシングルである。

## 概要
自身初のワンコインシングル（500円）。

## 収録曲
1. 好きさ 〜Ticket To Love〜
作詞：工藤哲雄、作曲：都志見隆、編曲：白井良明
  - TOKIO出演 ハウス食品「バーモントカレー」TV-CMソング

## 収録アルバム
- BLOWING
- Best E.P Selection of TOKIO
  - リミックスバージョンを収録。